# 董林
董林（1982年—），山西曲沃人，汉族，中华人民共和国政治人物、第十二届全国人民代表大会山西地区代表。
加入中国共产党。2013年，被选为全国人大代表。2018年2月24日，当选为第十三届全国人大代表。